# 女人花 (2012年電視劇)
《女人花》，2012年台視八點檔連續劇，於2011年12月2日開鏡，2012年5月6日殺青，由林韋君、趙小僑、陳德烈、張雁名、苗可麗、丁國琳、梁家榕、陳俊生等演員主演。2012年2月29日於台視首播，接檔《巔峰時代》。

## 播出時間

### 首播
| 頻道                                 | 所在地 | 播映日期        | 播出時間               |
| ------------------------------------ | ------ | --------------- | ---------------------- |
| 台視主頻 （數位頻道同步播出）        | 臺灣   | 2012年2月29日起 | 週一～週四20：00播出   |
| 新加坡台視國際台(Singtel TV 528頻道) | 新加坡 | 2014年2月28日   | 周一至周五 8pm         |
| 中國中央電視台電視劇頻道             | 中国   | 2015年3月30日   | 每天11：35～12：25播出 |

### 重播
| 頻道                          | 所在地 | 播映日期       | 播出時間             |
| ----------------------------- | ------ | -------------- | -------------------- |
| 台視主頻 （數位頻道同步播出） | 臺灣   | 2012年3月1日起 | 週一～週五13：00播出 |
| 台視主頻 （數位頻道同步播出） | 臺灣   | 2012年3月1日起 | 週二～週四00：10播出 |
| 台視主頻 （數位頻道同步播出） | 臺灣   | 2012年3月1日起 | 每週五00：20播出     |

## 劇情摘要

### 第一單元：虐殺牛郎案
- 第1集到第11集前半段
- 身懷六甲的佳瑜（趙小僑飾），因發現老公張正翰（陳俊生飾）與自己的手帕交陳秀微（李妍瑾飾）背著她搞不倫氣急攻心而失手刺傷丈夫入獄，在逃亡途中產下安安，入獄後失去監護權。詐騙集團共犯梁晶晶（林韋君飾），被年輕有為的刑事組警官高翔（張雁名飾）逮捕，看似堅強的晶晶其實最放心不下失智的爸爸（趙舜飾），原以為男友周捷元（郭人豪飾）會與她同甘共苦，沒想到居然只是利用她 ；原應是平行線的兩人就意外地在監獄裡相識了。
- 看不慣獄裡的不公平待遇，有話直說的晶晶與大姐頭們槓上了！大姐頭們不時找晶晶及佳瑜兩人的麻煩，晶晶後因轉當汙點證人而出獄，留下佳瑜在獄中。柔弱的佳瑜被欺負也只能忍氣吞聲，魔鬼戒護員艾千更是讓她在獄中受盡折磨……。
- 佳瑜住家社區附近中的陽光麵包坊老闆娘高林美虹（苗可麗飾）能夠感應未來事件；熱心又有活力的她，積極為兩個事業有成的雙生子牽線；但她所中意的大媳婦人選水仙（丁國琳飾）卻意外捲進一樁虐殺牛郎案，雪球越滾越大……。

### 第二單元：師奶殺手
- 第11集後半段到第25集前半段，劇情急轉兩年後
- 佳瑜出獄了！思子心切的她，心急如焚地四處尋找安安的蹤影，甚至得了心病！身為心理醫生的高飛（陳德烈飾）為她解開心中的結，也為兩人間的感情種下種子。而前夫正翰不停糾纏佳瑜的目的竟是鍾父所留給佳瑜的地產，佳瑜面對安安親情的呼喚終究是心軟了。她回到安安及正翰身邊重組家庭的決定，讓她再度失去一切，這次佳瑜的崩潰，也讓高飛心疼不已……。
- 知名主播兼談話性節目主持人辛辰(江俊翰飾)是女監輔導長柯秀蘭（梁家榕飾）的老公，因外型帥氣而有著「師奶殺手」的稱號。但卻背著秀蘭私下與學妹麗君(Stacy飾)秘戀。他的經紀人連春秋(楊慶煌飾)視辛辰為搖錢樹，知道辛辰偷吃但還是極力掩飾。辛辰的秘戀緋聞上報後，連春秋為保住辛辰是一位美好男人的形象，要辛辰請秀蘭原諒他並在記者會上做出夫妻倆恩愛如昔之假象。另外，並告訴記者及秀蘭，傑森(張哲銘飾)才是與麗君外遇的對象。但事情越鬧越大，辛辰竟要麗君死!連春秋只好使計讓辛辰說要和麗君相約殉情，結果只有麗君喝下已下毒的紅酒，並將她吊死，心有不甘的麗君靈魂還在亂飄。最後，辛辰看到麗君的靈魂，而嚇得不小心落海身亡……。
- 晶晶與高翔在一天天的鬥嘴中感情日漸升溫，突然有天晶晶的態度丕變，對美虹姐等人惡言相向，不明就裡的高翔雖生氣但也相信晶晶一定有她的難言之隱。再度入獄的晶晶又遇到死對頭輔導員艾千，這次艾千可不會放過機會惡整她；但晶晶入獄其實另有任務在身，就是將一名叫羅蘭（簡沛恩飾）的受刑人救出。羅蘭為得知愛人Sunny（賀一航飾）的消息而急切求於晶晶，讓因報恩而對羅蘭待遇有加的艾千不敢明目張膽欺壓晶晶。在一次機會下，晶晶和羅蘭逃獄，晶晶急切見到爸爸卻差點被黑牛侵犯，高翔前來拯救晶晶，但分離的命運正等著兩人……。

### 第三單元：咸豐三年
- 第25集後半段到第35集前半段，劇情再度急轉至前世的清朝宮廷劇
- 高林美虹(苗可麗飾)為幫兒子高翔(張雁名飾)報仇，開車衝撞壞人黑牛(黃仲裕飾)！豈料二人這一撞不但撞進了時空隧道來到清朝，更撞進了高翔的前世！
- 美虹一到清朝，就碰上將來的慈禧太后～被貶入道觀的蘭貴人(簡沛恩飾)，後宮爭寵的玫貴妃(林子萱飾)一方面處心積慮要害死蘭貴人，另一方面則極力想拉下皇后，自己登上大位。美虹想改變歷史，救高翔！眼前的當務之急就是要先幫慈禧脫困才是……
- 在宮中竟有三個皇后的明爭暗鬥，分別為東宮皇后、慈禧太后、玫貴妃，這三個女人平常在大家面前是面帶微笑，但私底下卻有不為人知的祕密......
- 時間回到咸豐三年，將來的慈禧太后(簡沛恩飾)還是蘭貴人的時期！晶晶(林韋君飾)是咸豐皇帝的東宮皇后(林韋君飾)；兒子高翔卻是大理寺卿(張雁名飾)，施玉郎(秦　楊飾)的前世是王爺，陳菊霞(吳佳珊飾)的前世是菊娘，黑牛的前世是武功高強的國師，高林美虹原來前世就是御膳廚房裏廚藝甚佳的廚娘承應(苗可麗飾)、昌叔(王中平飾)則是庖廚長，艾千(楊　琪飾)的前世妙慧師太，竟是國師的手下，也是管理一堆女人的女道觀的住持。湯瑪士(謝其均飾)的前世是國師的徒弟，辛辰(江俊翰飾)的前世是咸豐皇帝，而連春秋(楊慶煌飾)的前世是咸豐皇帝身邊的太監王公公......原來這些人從前世就糾葛不清，才會在今世再度牽扯……

- 玫貴妃對懿妃(簡沛恩飾)施展厭勝之術，咸豐皇帝知情後判其死罪，懿妃為玫貴妃求情，咸豐帝饒過一命，但玫貴妃依舊被打入冷宮......

- 國師因喜歡玫貴妃才跟寧兒一起幫助玫貴妃，但卻被高羽、東宮皇后等人懷疑國師想藉由喜歡玫貴妃因而幫著她除去她的眼中釘......

### 第四單元：兄弟反目成仇
- 第35集後半段起，劇情急轉數年後世界(約七年後接第二單元)

- 高翔因車禍患了「選擇性失憶症」（獨忘了與晶晶所有的任何事）選擇聽了昌叔的建議辭去了警察組長的職位在家學藝賣（做）麵包兼養病（先試著讓高翔以學做麵包的方式轉移焦點後，再慢慢讓他與晶晶重新交往）看看情形再做決議......此時美虹忽然感應到高飛與高翔兄弟倆大打出手到底所為何事？為何高飛不想回家？......

- 黑牛因總統大選後特赦比晶晶、羅蘭早兩個星期出獄，出獄後仍把報復高翔的事放在心上於是他在服刑時認識了同房的獄友日本麵包大師--吉岡並拜他為師，學成之後至美虹家附近開了一家牛杯杯麵包坊以低價促銷的方式吸引消費者和美虹的陽光麵包坊（陽光麵包坊正逢開業10週年以週年慶做促銷）大打擂台來做為報復高翔的起點.....

- 晶晶與羅蘭帶著梁父逃離放高利貸兄弟的跟蹤回到麵包坊後，暫時在麵包坊定居。晶晶因高翔失憶症的事搞到自己傷心難過的跑出高家，美虹怕她出事急忙跟著追出去救了差點出車禍的晶晶（在人行道上推了晶晶一把）結果與晶晶同時昏倒在人行道上，倆人被送到醫院時美虹因失血過多需要輸血以救性命，此時高飛想輸血救母結果卻被護士告知他的血型與美虹的血型不符無法進行輸血，高飛會不會因此懷疑不是美虹所生的？於是高飛崩潰後就因為此事與高翔兄弟倆大打出手？.....

- 丹尼爾(馬幼興飾)是揚名國際集團的C.E.O，他與他的死黨喬治(邱逸峰飾)，這兩個雖外表正職，但內心裡是個色狼，某一次去陽光麵包房，邀請晶晶、羅蘭去吃飯，但沒想到丹尼爾和喬治就想對晶晶、羅蘭毛手毛腳......

- 王林海(跛腳海、高飛的親生爸爸)是一個慣竊，但他卻是一個揭開高飛身世的關鍵人，可是這個人卻死了，但黑牛和丹尼爾確時知道王林海。所以黑牛要高飛來私底下找他，想告訴高飛有關他親身父親王林海的過去.....

- 趙得助(罩不住、趙叔、陳為民飾)為了擔心女兒趙心妮(林子萱飾)而去美國，現在只有昌叔(陳世昌、王中平飾)追求高林美虹，但美虹的話卻讓昌叔誤會......

- 鍾佳瑜回國了，回國時的藝名Alyssa，媒體封為紐約時尚教主。但他回國是為了尋找兒子安安，並且擺脫悲慘過去，後與丹尼爾條件交換，丹尼爾要為佳瑜向陳秀微討回一切，佳瑜則要讓高家接受丹尼爾......

- 張正翰（陳俊生飾）因在一次全家出遊中從遊艇跌落水而身亡，可能連小乖也過世了，但張正翰依舊深愛安安這個孩子。目前以小乖的身份住在秀微家。

## 角色介紹

### 現代版
- 1-25集
- 35-40集

### 主要角色
| 演員   | 角色              | 介紹 | 登場集數                    |
| 林韋君 | 梁晶晶(Sabrina)   | 女，受刑人代號:4106(1-8集)7704(23-25集)（已出獄）。 高翔之女友，之後與高翔結婚。                                                                                       | 第1-25集 第35-40集          |
| 張雁名 | 高翔              | 男，美虹姊雙胞胎中的小兒子，一名警察。 梁晶晶的男友，之後與梁晶晶結婚，曾經罹患選擇性失憶遺忘梁晶晶。                                                                  | 第1-25集 第35-40集          |
| 陳德烈 | 高 飛             | 男，美虹姊雙胞胎中的大兒子，其實為美虹收養的兒子，自己的生父王林海被美虹的丈夫自己的養父高銘博槍殺。                                                                   | 第1-40集                    |
| 苗可麗 | 高林美虹          | 女，「陽光麵包坊」的老闆娘，人稱「美虹姊」，性格爽朗、熱誠、大嗓門，總是笑臉迎人，隱瞞高飛是養子，隱瞞自己的丈夫高飛的養父高銘博槍殺高飛的生父王林海。                 | 第1-25集 第35-40集          |
| 趙小僑 | 鍾佳瑜            | 女，藝名Alyssa，媒體封為紐約時尚教主。受刑人代號:4105。（已出獄）佳瑜絕望之下，更不小心誤殺正翰。 - 原將安安（兒子）帶入獄中，但在一次監護權官司中失去了安安的監護權。 | 第1-9集 第11-22集 第38-39集 |
| 王中平 | 陳世昌 （阿昌叔） | 男，麵包師傅，喜歡高林美虹，喜歡找趙得助鬥嘴，在汽車旅館和警察局被警察誤會涉嫌和陳菊霞進行買春賣春。                                                                   | 第1-25集 第35-40集          |
| 陳為民 | 趙得助            | 男，麵包坊附近一區的管區警員-☆☆☆☆-，喜歡高林美虹，喜歡找陳世昌鬥嘴，屁股被梁晶晶持刀砍傷，陪同自己的女兒趙心妮去美國當臥底。                                           | 第1-7集 第9-14集 第17-25集  |
| 丁國琳 | 白(王)水仙        | 女，與牡丹是雙胞胎的姐妹關係（姐姐），高飛的學姊，著名精神科醫生，被黑牛的兒子金鋼誤會就是殺害他的牡丹。                                                               | 第4-10集                    |
| 丁國琳 | 洪(王)牡丹        | 女，虐殺無數牛郎，虐殺黑牛的兒子金鋼，虐殺牛郎案結束後暫時與高飛告別（以姐姐的身分）出國遊學去........                                                                 | 第3-4集，第6-10集           |

### 陽光麵包坊
| 演員   | 角色             | 介紹 | 登場集數                                                |
| 吳佳珊 | 陳菊霞 （阿 霞） | 女，詐騙集團。黑牛手下。受刑人代號:5478(已出獄)。綽號:仙姑、紅螞蟻、超級厲害的紅螞蟻、阿霞。要人捐錢一百萬，才給人看病。在一次斂財時被美虹跟蹤後發現她與客人串通好用假扮神明來斂財。後來美虹帶著假老公陳世昌給她看病，而被美虹戳破斂財惡行後，被逮捕...... 現在是陽光麵包坊的員工 | 第4集 第11-12集 第14-16集 第18-20集 第22-25集 第35-39集 |
| 簡沛恩 | 羅 蘭            | 女，受刑人代號:6019。偽證罪入獄。Sunny之妻，玉朗的前女友。不知好歹，不怕艾千，連艾千問問題也不回答。連李多惠與白目妹看了也很驚訝。首次來女子監獄時，見到艾千，艾千先問：「你為什麼會進來?」，但羅蘭卻沒回答，並咬艾千，讓艾千有一種想整他的感覺.....。                            | 第15-16集 第18集-20集 第22-25集 第35-40集               |

### 金家（牛杯杯麵包坊、黑牛火藥廠）
| 演員           | 角色   | 介紹 | 登場集數                               |
| 黃仲裕         | 黑 牛  | 男，金剛之父。火藥廠老闆，也是捷元的老大。總是做一些不正當的生意，也不怕警察會抓，因為他的身邊有很多小弟。總說：「全國的警察沒有半個認識我。」，也因為這句話，使他更囂張了。最近綁架牡丹讓金剛淩虐。與警方火拼後趁機從中脫逃...... | 第8-10集 第12-15集 第19-25集 第35-40集 |
| 謝其均 (辰 燁) | 湯瑪士 | 男，經紀人助理，目前為黑牛的徒弟兼麵包坊店員 | 第12-20集 第23-24集 第35-40集          |

### 高家（揚名國際集團）
| 演員   | 角色   | 介紹                                   | 登場集數       |
| 林安迪 | 高銘博 | 男，揚名國際集團總裁，高翔生父         | 第37集，第40集 |
| 馬幼興 | 丹尼爾 | 男，揚名國際集團的C.E.O                | 第35-40集      |
| 邱逸峰 | 喬 治  | 男，丹尼爾身邊的機要幹部（同學兼死黨） | 第36-39集      |
|        | 傑 克  | 男，總裁助理兼司機                     | 第37集，第40集 |

### 張家
| 演員               | 角色             | 介紹 | 登場集數                                                                    |
| 陳俊生             | 張正翰           | 男，佳瑜的前夫，陳秀微的丈夫。張正翰跟兒子早在騙光佳瑜的錢之後，遭到老天爺的報應已失足落水，雙雙身亡 | 第1-2集 第7集-第9集 第11-14集 第18集-22集                                   |
| 李姸憬             | 陳秀微           | 女，破壞佳瑜家庭的小三。自重張正翰和小乖溺水後，找回佳瑜之子-安安，並將安安帶在身邊，但此時陳秀微已經有些精神躁鬱，並且經常情緒失控，虐打安安，讓安安成為可憐的受虐兒！最後陳秀微受不了這樣的雙重打擊，終於自食惡果，因為精神失常而住進療養院。 | 第1-2集 第4-5集 第7集-第9集 第11-12集 第14集 第18集 第20集 第22集 第38-39集 |
| 陳思蓉             | 姨 婆            | 女，張正翰的姨婆，並且照顧安安。但在秀微的威脅下，並把安安丟在育幼院的門口，但秀微對姨婆說：「千萬不要把這件事告訴別人。」佳瑜去找他時，卻騙她說：「安安不見了，被人家抱走了。」，讓佳瑜傷心不己......                                          | 第9集 第11-12集                                                             |
| 葉峻宇 (19集-22集) | 張平安 （安 安） | 男，現約10歲，張正翰與鍾佳瑜所生的小孩，陳秀微的養子。從小親生媽媽就不在身邊，也常常被陳秀微虐待，但張正翰依舊深愛這個孩子。目前以小乖的身份住在秀微家。                                                                                        | 第1-4集 第7集 第9集 第11集 第19-22集 第38-39集                              |
|                    | 張小乖           | 男，正翰與秀微所生的小孩，當年可能與正翰一同落水身亡 | 第7集 第9集 第11集                                                          |

#### 鍾家
| 演員   | 角色   | 介紹                                 | 登場集數                 |
| 陸一龍 | 鍾明達 | 佳瑜之父。富有之人                   | 第1-3集                  |
| 孟庭麗 | 鍾 母  | 佳瑜之母。舞蹈家，因病下半身行動不便 | 第1-3集 第11集 第19-22集 |

#### 葉家
| 演員   | 角色   | 介紹                                         | 登場集數                     |
|        | 葉正康 | 男，農夫，對於辛辰玩弄麗君的感情感到非常氣憤 | 第12-14集，第16集，第19-22集 |
| 史黛西 | 葉麗君 | 女，辛辰外面的小三。辛辰學妹。               | 第11-17集，第19-22集         |
| 游喧   | 葉麗娟 | 女，葉麗君的妹妹                             | 第12-17集，第19-22集         |

#### 警察局

##### 高翔手下兼貼身女助手
| 演員   | 角色  | 介紹                                                   | 登場集數                           |
| 賴玟秀 | 女警A | 女。高翔手下兼貼身女助手。綽號：apple(蘋果)            | 第1-6集，第12-13集                 |
| 許蓁蓁 | 女警B | 女。高翔手下兼貼身女助手。綽號：Banana(香蕉)           | 第1-6集，第12集                    |
| 賴珮鈺 | 女警C | 女。高翔手下兼貼身女助手。                             | 第1-6集                            |
| 羽庭   | 女警D | 女。高翔手下兼貼身女助手。綽號：Gigi。現在已升上組長。 | 第12-18集，第21-25集 第35集 第40集 |
| 璟宣   | 女警E | 女。高翔手下兼貼身女助手。綽號：Baby                   | 第12集、第14-18集                  |

##### 其他
| 演員   | 角色   | 介紹                                                                                     | 登場集數                         |
| 楊騏   | 分局長 | 男。高翔上司。曾叫吳警官負責接下虐殺牛郎的案件。已知到水仙與牡丹是對雙胞胎姊妹。         | 第5-6集，第8-9集，第13集，第15集 |
| 邱士峻 | 吳警官 | 男，警察。高翔同事。分局長分付他負責接下虐殺牛郎的案件。已查出水仙與牡丹是對雙胞胎姊妹。 | 第5集，第8-10集                  |

#### 女子監獄

##### 輔導群 / 其他
| 演員   | 角色   | 介紹 | 登場集數                                            |
| 梁家榕 | 柯秀蘭 | 女，女子監獄輔導長=☆=☆=☆=☆。前夫是著名主持人辛辰，刀子嘴豆腐心的她，相當關心受刑人的生活。與艾千不對盤。 | 第1集，第3-9集，第11-18集，第20-22集，第24-25集     |
| 楊 琪  | 艾 千  | 女，外號：瘋婆子，女子監獄輔導員-☆☆☆☆-。秀蘭的學姐但官階卻矮秀蘭一截，喜歡仗勢欺人更喜歡別人對她的諂媚（拍馬屁）。是否姐的老大。想盡辦法想陷害鍾佳瑜與梁晶晶，但李多惠與白目妹卻背著自己暗中幫助學妹挺鍾佳瑜與梁晶晶。也因為如此艾千與秀蘭就成了死對頭。 | 第5-9集，第11-12集，第14-15集，第18-20集，第22-25集 |
| 余函彌 | 趙心妮 | 女，趙得助的女兒，女子監獄輔導員-☆☆☆-。 | 第1集，第3-9集，第11集，第13-16集，第18-20集        |
| 林子瑄 | 趙心妮 | 女，趙得助的女兒，女子監獄輔導員-☆☆☆-。 | 第23-25集                                           |
| 韓宜邦 | 杜可風 | 女子監獄醫生。 | 第14-16集，第19-20集，第23-25集                     |
| 孫煥博 | 林樹豪 | 女子監獄護理員（護士）。相當會打籃球。 | 第23-25集                                           |

##### 受刑人
| 演員   | 角色             | 介紹 | 登場集數                                            |
| 廖慧珍 | 李多惠           | 佳瑜、晶晶的獄友。受刑人代號:4107。跟佳瑜很投緣，很疼愛安安，人稱Hold住姐。佳瑜、晶晶和白目妹的死黨。 | 第3-9集，第11-12集，第14-15集，第18-20集，第22-25集 |
| 何姵蓓 | 白目妹           | 佳瑜、晶晶的獄友。綽號：白目雞。白目的等級超高。佳瑜、晶晶和多惠的死黨。藝術白癡。 | 第3-9集，第11-12集，第14-15集，第18-20集，第22-25集 |
| 黃崴琳 | 是否姐 （阿 桂） | 艾千的手下，阿珍的死黨。受刑人代號:3755。想盡辦法想陷害梁晶晶、鍾佳瑜、李多惠與白目妹，但是總是被反駁回去，讓她覺得很生氣。第一次看到梁晶晶、鍾佳瑜、李多惠與白目妹時，就已經有一股想陷害她們、整她們的想法，要跟她們誓不兩立...... | 第3-9集，第11集                                     |
| 楊瓊華 | 阿 珍            | 艾千的眼線，是否姐死黨兼跟班，跟著阿桂一起使壞。想盡辦法想陷害梁晶晶、鍾佳瑜、李多惠與白目妹。現在是阿霞的死黨兼跟班。 | 第1，第3-9，第11-12，第14-16，第18-20集，第22-25集  |
| 江宣伶 | 廖四鳳 （鳳 姐） | 佳瑜、晶晶的獄友（出現在佳瑜的夢中）。受刑人代號:6001。獄中大姐頭。只要不聽他的話，就會被整得很慘。 | 第1集，第12集，第14-16集，第18-20集，第22-25集      |
| 陳伶宣 | 蜘 蛛            | 阿珍跟班 | 第11-12集，第14-16集，第18集-20集，第22集-第25集    |
|        | 圓 圓            | 佳瑜、晶晶的獄友。喜歡喝酒，家中經濟不錯。目前與艾千等人做著不良的勾當......（艾千暗中帶酒要阿桂拿給圓圓喝好賺取不當的傭金） | 第9集                                               |
| 周欣   | 肉 包            | 李多惠與白目妹的獄友。不知好歹，美國人。 | 第11-12集，第14-16集，第18-20集 第22集              |

#### 黑社會
| 演員   | 角色   | 介紹 | 登場集數                 |
| 賀一航 | Sunny  | 男，羅蘭之夫，因涉及一件搶劫案（鑽石劫案的主謀），卻被玉朗黑吃黑最後死於玉郎的槍下                                                                             | 第15集，第18集           |
| 秦 楊  | 施玉郎 | 男，Sunny身邊的小弟。喜歡羅蘭，但因Sunny是他老大，所已成全他們，但知道羅蘭已為Sunny頂罪入獄感到很生氣，其實是臥底，因為想要回羅蘭與鑽石所以把Sunny給一槍斃命。 | 第18集~第25集，第39-40集 |
| 萬鴻貴 | 鐵 罐  | 黑牛的小弟，做著販賣人口的違法生意 | 第12-15集                |
|        | 阿 空  | 黑牛的小弟。臨時演員。高翔想問時怎麼問都不知道，因鐵罐當初只給兩千元當臨演。                                                                                   | 第15集                   |
| 戴士堯 | 蛇 仔  | 男。綽號：阿蛇。鐵罐的手下，跟著鐵罐做著販賣人口的違法生意，目前已被高翔盯上，但自己不知道。                                                                   | 第12-15集                |
| 胡濤   | 阿 鋒  | 男，黑牛小弟。曾對白水仙施壓。 | 第8-10集                 |

#### 電視台
| 演員   | 角色             | 介紹 | 登場集數          |
| 江俊翰 | 辛 辰            | 男，跟秀蘭秘婚。知名主播（記者）兼談話性（新聞及政治）節目主持人。目前背著秀蘭私下與學妹麗君秘戀中。有著「少女師奶」的稱號。外面有著很多女人。 | 第11-22集         |
| 楊慶煌 | 連春秋 （秋 哥） | 男，知名電視台經紀人，對於黑道頗為捻熟 | 第12-24集         |
| 張哲銘 | 傑 森            | 男，幫辛辰頂緋聞的臨時演員（因收下了秋哥的兩百萬元）                                                                                           | 第13集，第16-17集 |

#### 其他演員
| 演員   | 角色         | 介紹 | 登場集數                                        |
| 錢韋成 | 金 剛        | 男，黑牛之子，牛郎。在幾十年前還是牛郎的時候，看上了牡丹的錢，才跟她在一起，到最後牡丹突然被抓了起來，對她說了一句：「像我這樣的牛郎對愛那有什麼真心，我看上的是你的錢，你的美貌，而不是你的人。」，因為這句話讓牡丹想虐殺牛郎為快，也想殺了金剛。                                                                         | 第8-10集                                        |
| 趙 舜  | 梁 父        | 男，晶晶之父。年輕時被人騙去所有退休金，老婆也因受不了被逼債的打擊，帶著兒子離家出走 | 第1-2集，第5-7集，第10集，第19-25集 第35集-39集 |
| 洪瑞霞 | 秦阿姨       | 女，梁晶晶父親的看護。是有家庭的人。個性善良。是對梁家父女很關心的人。之後因知道梁晶晶犯法，而被人抓去關，梁晶晶最後的請託，就是希望能幫梁晶晶照顧父親，但最在梁晶晶和高翔的請託下，也使秦阿姨覺得只好的答應了（因為晶晶犯罪逃跑時秦阿姨可能涉及到幫助嫌疑犯脫逃的犯罪事宜，為了不想被抓所以只有勉強答應晶晶等人的請求）。 | 第1-2集，第5-6集                                |
| 郭世倫 | 周捷元       | 男，詐騙集團主腦。雖然有著絕頂聰明的腦袋，但都不用在正途，後來意外騙到了比他自己還窮的晶晶。 | 第1-4集，第7-10集                               |
| 黃鐙輝 | 鄭先生       | 男，個性易衝動且會激發負面情緒，因暗戀白水仙所以僑裝成水仙的病患。在一次求診中向水仙求婚但被水仙拒絕，因而想潑硫酸，高飛警覺通知保安一同阻止後，逮捕送警...... | 第4集                                           |
| 吳忠諺 | 被施暴的男子 | 男，被洪牡丹施暴的人。有錢的公子哥，去泡溫泉，卻被洪牡丹搭訕。後來進了房間被打昏，醒來之後，卻是全裸的躺在馬路上。被高林美虹等人嫌變態，後被趙得助帶回警局，被趙得助說「全裸躺在馬路邊好玩嗎?」。回答後被關在警局，最後得知是洪牡丹。                                                                                      | 第3集                                           |
| 蕭志瑋 | 被施暴的男子 | 男，被洪牡丹施暴的人。有錢的公子哥，去酒店，卻被洪牡丹搭訕，後洪牡丹說：「要跟我共度一夜嗎?」。之後進房間後被洪牡丹打昏，後被施暴。告訴警方白水仙是犯人，但之後又說水仙背後有著觀士音菩薩像的刺青，但經過證實後，白水仙無罪（因為水仙背後並沒有觀士音菩薩像的刺青），因此覺得很納悶......                                  | 第5集                                           |
| 尤柏翔 | 妥 當        | 男，企圖心旺盛，小混混。總是妥當妥當但是一點也不妥當。艾千的小弟。每天無所事事，個性屌而啷噹，專門幫艾千做壞事。獄中舞蹈比賽CD不見一事便是妥當的傑作，還有把酒裝成飲料陷害佳瑜也是他的傑作。之後可能還會幫艾千做一些喪失天良的壞事......                                                                                   | 第6-7集                                         |
| 張峰碩 | 導 演        | 男，在第35集中剛回現代的導演 | 第35集                                          |
| 周志遠 | 峰 哥        | 男，討債集團主腦，和梁晶晶討回梁伯伯欠下的債務，到陽光麵包坊找梁晶晶、羅蘭討債砸店不成被揚名國際集團執行長丹尼爾毆打。 | 第35-37集                                       |
| 吳珈瑋 | 鍾佳瑜的助理 | 女，鍾佳瑜的助理。 | 第38-39集                                       |

### 咸豐時代 (穿越時空版)
- 第25集-第35集

#### 咸豐宮
| 演員   | 角色         | 介紹                                                                              | 登場集數  |
| 江俊翰 | 愛新覺羅奕詝 | 咸豐皇帝，喜歡蘭貴人 辛辰前世                                                     | 第25-35集 |
| 馬惠珍 | 博爾濟吉特氏 | 皇太后                                                                            | 第26-34集 |
| 林韋君 | 鈕祜祿沛涵   | 皇后 葉赫那拉妙鳳、徐佳靜瑜之死敵 梁晶晶前世                                      | 第26-35集 |
| 簡沛恩 | 葉赫那拉杏贞 | 蘭貴人→懿妃 鈕祜祿沛涵、徐佳靜瑜之死敵，肚子裡的孩子是奕德（恭賢郡王）的 羅蘭前世 | 第25-35集 |
| 林子萱 | 徐佳靜瑜     | 玫貴妃 心妮前世                                                                   | 第26-34集 |

#### 貼身丫環和其他相關人物
| 演員   | 角色                       | 介紹                                                                                            | 登場集數      |
| 張雁名 | 高 羽、高愛卿 （大理寺卿） | 男，高翔前世。                                                                                  | 第26-35集     |
| 張崇玹 | 張 建、張將軍 （張將軍）   | 男，咸豐愛將。                                                                                  | 第26-35集     |
| 賴亭君 | 寧 兒                      | 女，玫貴妃貼身丫環，跟國師一樣，在暗中幫助玫貴妃，做壞事，目前已經投胎。                        | 第26-34集     |
| 袁儷珊 | 清兒                       | 女，玫貴妃貼身丫環，跟國師一樣，在暗中幫助玫貴妃，做壞事，目前已經投胎。                        | 第26-34集     |
| 吳佳珊 | 菊 娘                      | 女，陳菊霞前世。跟後世一樣，會裝神弄鬼。認為桂大娘是財寶。                                      | 第25-35集     |
| 阿 諾  | 吟 儿                      | 女，皇后贴身丫鬟，目前已經投胎。                                                                | 第26-34集     |
| 劉書婷 | 心 兒                      | 女，皇太后貼身丫環，目前已經投胎。                                                              | 第26-33集     |
| 楊慶煌 | 王公公                     | 男，連春秋前世。被桂大娘說是一個娘娘腔。目前告假返鄉。                                          | 第25集-30集   |
| 何姵蓓 | 妙 音 （玲 兒）            | 女，白目妹前世，蘭貴人貼身丫環，現在在暗中幫助蘭貴人，討厭和反對妙慧師太 。跟今世一樣正派角色。 | 第25-35集     |
| 趙 舜  | 國丈爺                     | 男，梁父前世。皇后娘娘的阿瑪。有不為人知的病情......。                                          | 第31集 第33集 |
| 蘇立軒 | 巴 布                      | 男，國丈爺貼身隨從。知道國丈爺不為人知的病情，目前已經投胎。                                    | 第31集 第33集 |

#### 妙慧道觀
| 演員   | 角色     | 介紹                                                                         | 登場集數    |
| 楊 琪  | 妙慧師太 | 女，艾千前世，道觀師太，現在在妙玉暗中幫助，討厭蘭貴人 。跟今世一樣心狠手辣  | 第25集-27集 |
| 楊瓊華 | 妙 玉    | 女，阿珍前世，現在在暗中幫助妙慧師太，討厭蘭貴人。跟今世一樣反派角色         | 第25集-27集 |
| 廖慧珍 | 妙 迦    | 女，李多惠前世，現在在暗中幫助蘭貴人，討厭和反對妙慧師太。跟今世一樣正派角色 | 第25集-27集 |

#### 國師府
| 演員           | 角色               | 介紹                                                                            | 登場集數                |
| 黃仲裕         | 悟 清              | 男，國師，黑牛前世。喜歡玫貴妃，也在暗中幫助玫貴妃                              | 第25-35集               |
| 謝其均 (辰 燁) | 小 龍              | 男，湯瑪士前世。悟清徒弟                                                        | 第25-28集 第30集-第35集 |
| 秦 楊          | 奕 德 （恭賢郡王） | 男，施玉朗前世。想藉著喜歡蘭貴人的目的趁機除去皇帝篡位稱帝                      | 第25-28集 第31集-第34集 |
| 胡濤           | 林公公 小林子      | 男，悟靜國師的幫手，想進辦法幫悟靜。阿鋒前世。目前已經投胎成為黑牛的小弟-阿鋒。 | 第27集-第29集           |
|                | 楊公公 小楊子      | 男，悟靜國師的幫手，想進辦法幫悟靜。目前已經投胎。                              | 第28集-第29集           |

#### 御膳廚房
| 演員   | 角色   | 介紹                                           | 登場集數  |
| 苗可麗 | 桂大娘 | 女，高林美虹前世，御膳廚房裏廚藝甚佳的廚娘承應 | 第25-35集 |
| 王中平 | 邱易發 | 男，陳世昌前世。庖廚長。人稱「邱大叔」         | 第26-35集 |